# Elección para gobernador de Hawái de 2022
La elección para gobernador de Hawái de 2022 se llevó a cabo el 8 de noviembre. El gobernador demócrata titular, David Ige, tenía un mandato limitado y, por lo tanto, no era elegible para postularse para un tercer mandato.

## Primaria demócrata

### Candidatos declarados
- David L. Bourgoin.
- Vicky Cayetano, ex primera dama de Hawái.[1][2]
- Josh Green, vicegobernador titular de Hawái.[3]
- Kai Kahele, representante por el 2.º distrito congresional.[4]
- Richard Kim, cirujano dental, cantante y activista.
- Clyde McClain Lewman.
- Van K. Tanabe.

### Resultados
| Candidatos               | Votos   | %     |
| ------------------------ | ------- | ----- |
|                          | Votos   | %     |
| Josh Green               | 158,161 | 62.91 |
| Vicky Cayetano           | 52,447  | 20.86 |
| Kai Kahele               | 37,738  | 15.01 |
| Van Tanabe               | 1,236   | 0.49  |
| Richard Kim              | 991     | 0.39  |
| David Bourgoin           | 590     | 0.23  |
| Clyde Lewman             | 249     | 0.10  |
|                          |         |       |
| Total                    | 251,412 | 100   |
|                          |         |       |
| Fuente: Elections Hawaii |         |       |

## Primaria republicana

### Candidatos declarados
- Duke Aiona, ex vicegobernador de Hawái.[5]
- Gary Cordery, empresario.[6]
- George Hawat.
- Keline-Kameyo Kahau.
- Lynn Barry Mariano, oficial de la Armada retirada.[7]
- Paul Morgan, consultor empresarial y exmiembro de la Guardia Nacional del Ejército de Hawái.[8]
- Moses Paskowitz.
- B.J. Penn, peleador de artes marciales mixtas.[9]
- Heidi Tsuneyoshi, miembro del Ayuntamiento de Honolulu.[10]
- Walter Woods.

### Resultados
| Candidatos               | Votos  | %     |
| ------------------------ | ------ | ----- |
|                          | Votos  | %     |
| Duke Aiona               | 37,608 | 49.57 |
| B.J. Penn                | 19,817 | 26.12 |
| Gary Cordery             | 8,258  | 10.88 |
| Heidi Haunani Tsuneyoshi | 7,255  | 9.56  |
| Lynn Barry Mariano       | 903    | 1.19  |
| Paul Morgan              | 796    | 1.05  |
| Keline Kahau             | 469    | 0.62  |
| Walter Woods             | 438    | 0.58  |
| Moses Paskowitz          | 189    | 0.25  |
| George Hawat             | 140    | 0.18  |
|                          |        |       |
| Total                    | 75,873 | 100   |
|                          |        |       |
| Fuente: Elections Hawaii |        |       |

## Resultados

### Generales
| Partido                            | Partido       | Candidato     | Votos   | %     |
| ---------------------------------- | ------------- | ------------- | ------- | ----- |
|                                    | Demócrata     | Josh Green    | 261,025 | 63.16 |
|                                    | Republicano   | Duke Aiona    | 152,237 | 36.84 |
|                                    |               |               |         |       |
| Total                              | Total         | Total         | 413,262 | 100   |
| Participación                      | Participación | Participación | 417,215 | 48.44 |
| Registrados                        | Registrados   | Registrados   | 861,358 |       |
|                                    |               |               |         |       |
| Fuente: Hawaii Office of Elections |               |               |         |       |

### Por condado
|          | Green Demócrata | Green Demócrata | Aiona Republicano | Aiona Republicano | Total   |
| Condado  | Votos           | %               | Votos             | %                 | Total   |
| -------- | --------------- | --------------- | ----------------- | ----------------- | ------- |
| Hawái    | 42,152          | 65.84           | 21,870            | 34.16             | 64,022  |
| Honolulu | 170,575         | 62.36           | 102,968           | 37.64             | 273,543 |
| Kauai    | 14,296          | 59.52           | 9,722             | 40.48             | 24,018  |
| Maui     | 34,002          | 65.79           | 17,677            | 34.21             | 51,679  |